# Observatorio radar J.S. Marshall
El Observatorio radar J.S. Marshall (en inglés J.S. Marshall Radar Observatory (acrónimo en inglés MRO) es una dependencia de la McGill University en Sainte-Anne-de-Bellevue, Quebec, que hospeda varios radares meteorológicos y otros sensores meteorológicos, muchos de ellos operando las 24 h . Es uno de los componentes del Departamento de Ciencias atmosféricas y oceánicas de la Universidad McGill, donde estudiantes en teledetección realizan sus investigaciones. El instrumento principal del Observatorio formaba parte de la Red Canadiense de Radares Meteo, bajo contrato con el Servicio meteorológico de Canadá, hasta el 3 de octubre de 2018.

## Propósito
El foco central del MRO es la docencia y la investigación. El grupo actualiza y diseña radares, develops new ways to process the radar signals and use the resulting data, and performs research on the physics of weather events and their prediction. Results of the research are published in scientific journals and transferred for use by the weather office.

## Historia
En 1862, se construyó el primer Observatorio Meteorológico, por la McGill University. El instrumental fue donado por el Dr. Charles Smallwood (MD), quien había tomado personalmente los datos del tiempo, desde 1840. Esta estación se convirtió en una de las primeras en la red de estaciones meteorológicas, establecidas después de que el telégrafo fuera omnipresente.
En 1943, el "Project Stormy Weather" fue asignado a J.S. Marshall por el Departamento de Defensa Nacional de Canadá. El objetivo era encontrar un uso para el ruido de los ecos parásitos de radar, que demostraron ser de tormentas. Marshall y su doctorando Walter Palmer, recibieron más tarde reconocimiento por su labor sobre la distribución de las gotas de agua en lluvias en latitudes medias, que dio lugar las relaciones de tasa de lluvia por la reflectividad radárica (relación Z-R). A seguido de la Segunda Guerra Mundial, Marshall y R.H. Douglas formaron el "Stormy Weather Group" en la McGill University, y continuaron su labor.
El "Stormy Weather Group" usó diferentes equipos de radares, para los estudios de las características de precipitación en el Dawson College, continuando la tradición de meteorología en la McGill. En 1968, se decidió construir nuevas naves, en Sainte-Anne-de-Bellevue, al extremo occidental de la isla de Montreal, y transfiriendo la actividad de investigación desde la universidad Dawson a esa instalación. Un poco tardíamente, el nuevo observatorio fue renombrado "J.S. Marshall Radar Observatory" en honor a su fundador.
El 27 de febrero de 2017, como parte del reemplazo de los radares meteorológicos canadienses, la ministra de Medio Ambiente y Cambio Climático, Catherine McKenna, anunció la firma de un contrato de 83 millones de dólares canadienses con la empresa Selex ES para la compra de 20 nuevos radares de banda S de polarización dual. El radar McGill fue el segundo en ser reemplazado, y la construcción del nuevo radar Blainville se extendió desde la primavera hasta el verano de 2018. El radar WMN completó 50 años de servicio diario a los canadienses el 30 de septiembre de 2018, pero el Observatorio continuará investigando en el mismo sitio con una variedad de instrumentos.

## Instrumental mayor

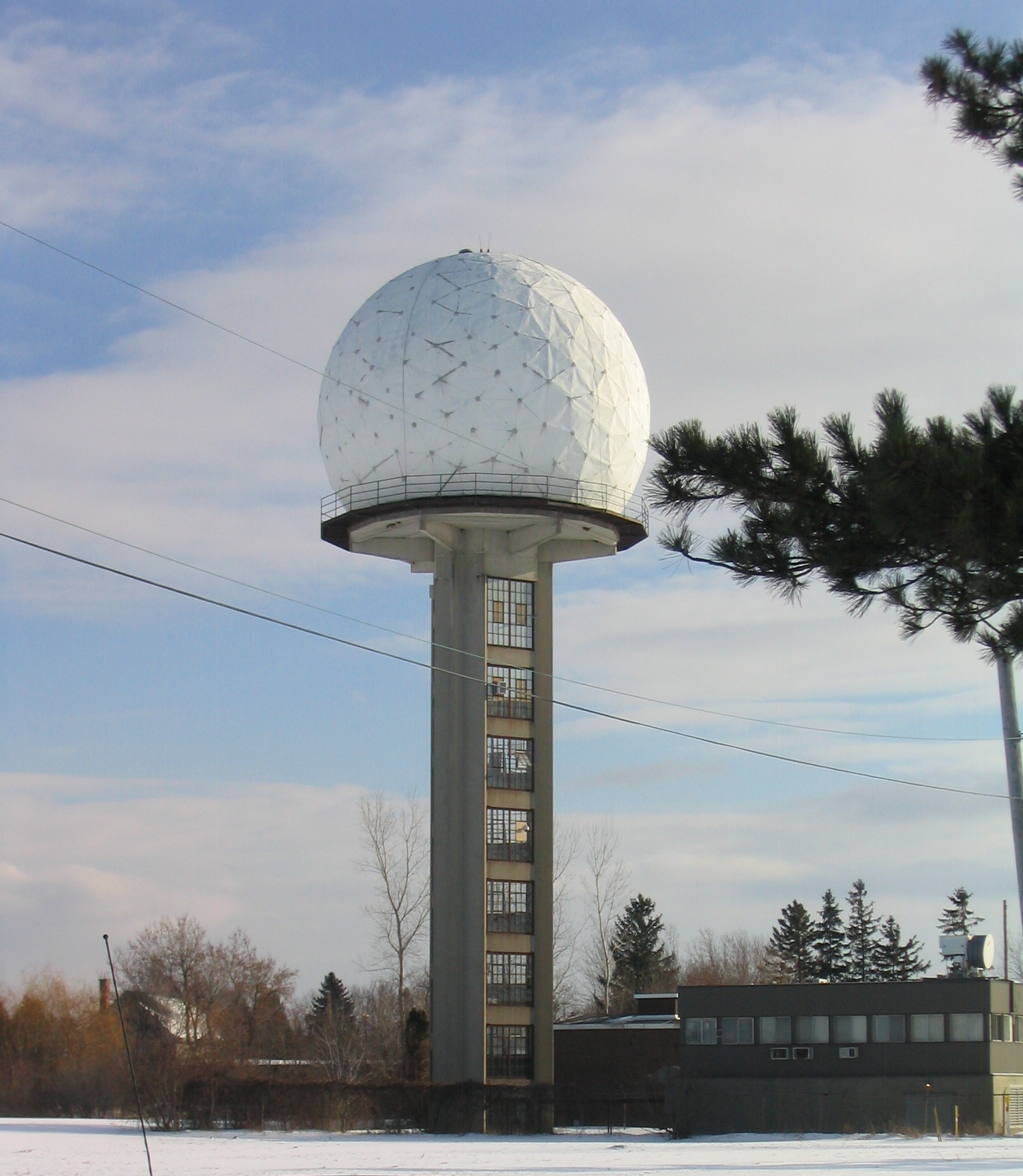
Torre y radomo del CWMN

Un radar Doppler de polarización dual de 10 cm de longitud de onda construido en 1968, y utilizado también para la vigilancia meteo en área de Montreal. Y es parte de la Red Canadiense de Radares Meteo, utilizado por la oficina meteorológica local para monitorear la meteorología, en tiempo real, para una variedad de aplicaciones, desde la detección del mal tiempo a la previsión de flujo de alcantarillado.
Características
- Identificador de llamadas ICAO: CWMN
- Coordenadas: 45°25′26.76″N 73°56′14.64″O / 45.4241000, -73.9374000, a 50 m s. n. m.
- Diámetro real de la antena parabólica: 9 m (30 pies), que ofrece una resolución de 0,86 grados de ángulo
- Transmisión de impulsos: klystron
- Torre: 25 m de altura
- Alcance efectivo: más de 256 km
- Escaneo de la atmósfera: 24 ángulos de 0,5 a 34,4 º arriba del horizonte, en 5 min
- Originalmente, solo registraba reflectividades, dando posición e intensidad de precipitaciones. En 1992, fue actualizado para obtener datos Doppler y así estimar el movimiento de las gotas. Nuevamente fue actualizado en 1999 con capacidades de polarización electromagnética dual que permitió la identificación directa del tipo de precipitación (lluvia, nieve, granizo, etc.).

Como se trata de investigaciones, así como radar operacional, se cuenta con gran cantidad de datos acumulados, estudiados para un mayor desarrollo en el hardware del radar; y en las capacidades del software. Los datos se correlacionan con los demás instrumentos.

## Otros instrumentos
Muchos otros dispositivos son operados por la MRO en este sitio, o en otros lugares. Estos varían de acuerdo a los intereses de investigación perseguidos. Algunos de ellos son o han sido:
- Perfilador de vientos en UHF
- Radares biestáticos
- Radar de punteo vertical, banda X (3 centímetros de longitud de onda)
- Nefobasímetro